# Антикварная книга

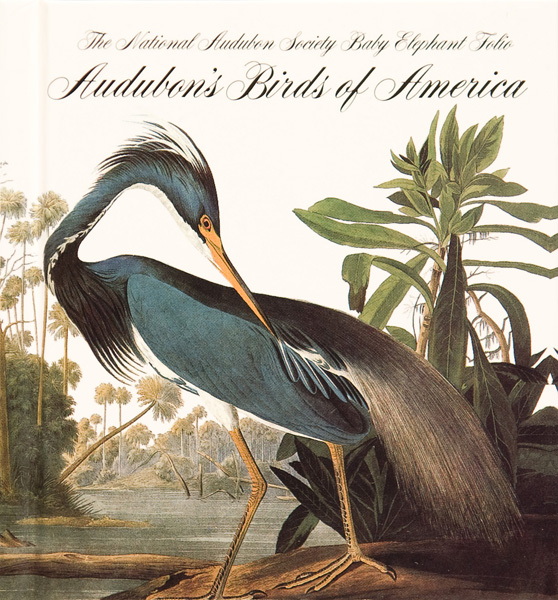
Книга «Птицы Америки» (печаталась с 1827 по 1838 год). Долгое время проданные по отдельности страницы «Птиц Америки» стоили больше, чем всё издание в переплёте, из-за чего некоторые владельцы снимали переплёт и продавали страницы по отдельности. В 2000 году суммарная стоимость отдельных страниц полного альбома оценивалась в 7 млн долларов.

Антикварная книга — вид старинной, редкой книги, изданной до середины XIX века, имеющей значительную ценность. Причины редкости книги: время издания книги; тираж; художественное оформление (тиснение, ляссе, обрез, переплет, тип бумаги и шрифта); содержание.

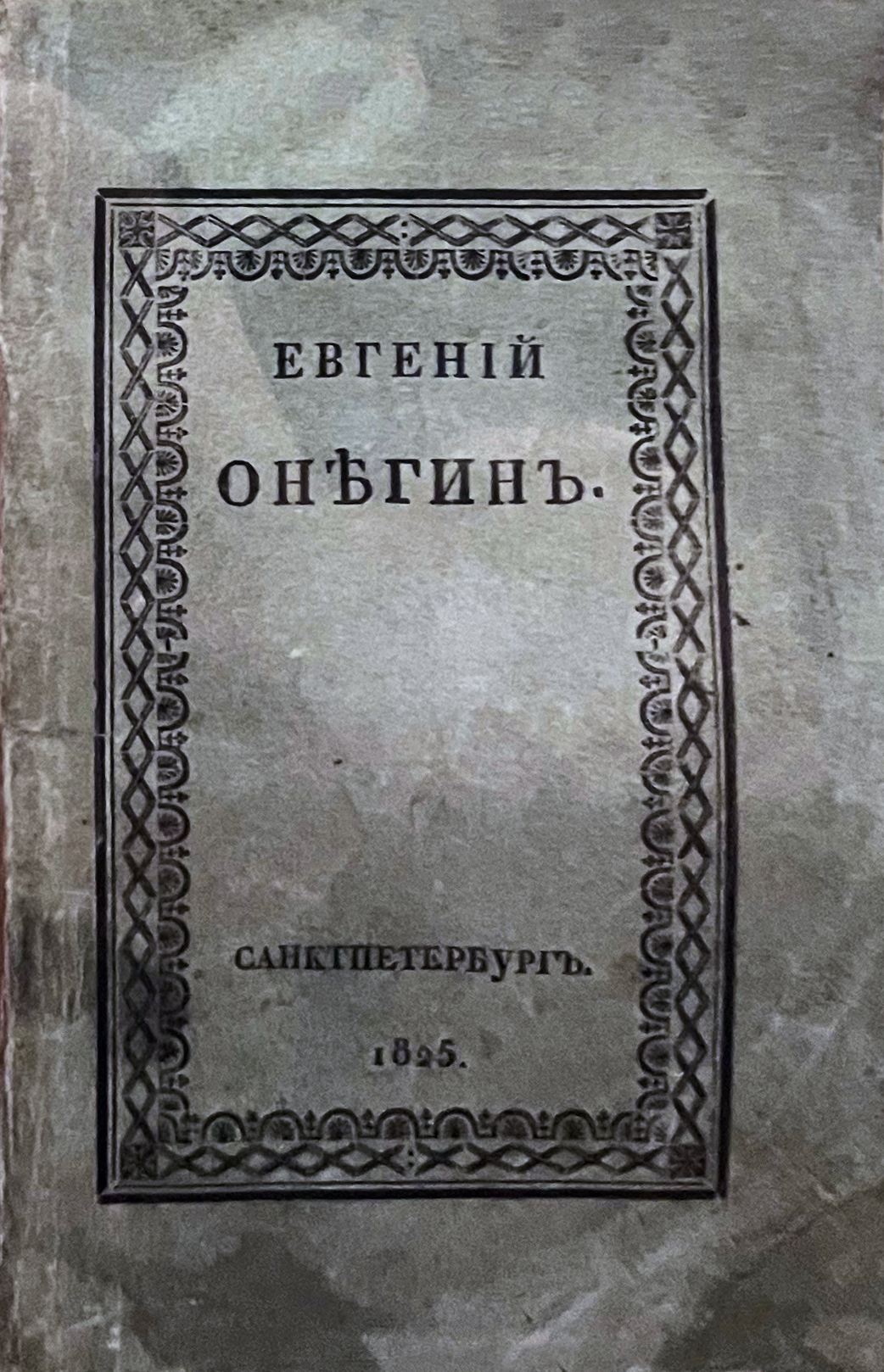
Обложка первого издания первой главы романа «Евгений Онегин», 1825 год. Этот роман сначала выпускался в тетрадках по мере написания, с 1825 года по 1832 год. Рыночная стоимость полного комплекта первого издания «Евгения Онегина» может доходить до миллиона долларов.

Термин «антикварная книга» является производным от латинского слова «антиквар» (antiquarius). Значение термина менялось в разные периоды истории: в XVIII веке антикварными считались первопечатные и рукописные издания. С середины XIX века антикварными называли издания начала XVIII века, в начале XX века антикварными считались книги, выпущенные  до 1850 года.
Особый вид антикварных книг составляют рекомплекты — сборники, самостоятельно создаваемые их владельцами из различных изданий (рукописных, печатных). Выделяют три основные их разновидности: конволюты, аллигаты и подшивки.

## Цена антикварной книги
В силу специфического характера формирования цен на антикварные книги, оценка всегда в той или иной степени носит субъективный характер. Например, факт продажи книги с аукциона за определенную цену не означает, что другое такое же издание можно будет продать за ту же цену. Реальная цена издания может иногда отличаться от аукционной в 2—3 раза. На стоимость антикварной книги влияет множество факторов.
- Положительные факторы: малый тираж, хорошее состояние книги, наличие иллюстраций или гравюр, популярная тематика, издательский переплет, редкий автограф или дарственная надпись, полный комплект (для многотомных изданий), первое издание знаменитых художественных произведений.
- Отрицательные факторы: плохое состояние книги, выпадающие или отсутствующие листы, наличие библиотечных штампов, большой тираж, низкая популярность тематики издания, новодельный или владельческий переплет, повреждения бумаги («лисьи пятна», «мушиный засид»), факт реставрации, некомплект (для многотомных изданий).